# Thyridosmylus perspicillaris
Thyridosmylus perspicillaris is een insect uit de familie watergaasvliegen (Osmylidae), die tot de orde netvleugeligen (Neuroptera) behoort. 
Thyridosmylus perspicillaris is voor het eerst wetenschappelijk beschreven door Gerstäcker in 1885. De soort komt voor in India.